# Fernando Pardo
Fernando Pardo és un editor de cinema espanyol, guanyador d'un Goya al millor muntatge. Va començar treballant a Televisió Espanyola el 1977 com a editor de Popgrama. després va treballar a la sèrie Don Baldomero y su gente (1982) i a un episodi d' Historias para no dormir. Després de treballar a diversos curtmetratges i documentals el 1996 va treballar als llargmetratges Alma gitana de Chus Gutiérrez i Éxtasis de Mariano Barroso. Després treballà a les pel·lícules llatinoamericanes Martín (Hache) (1997), Golpe de estadio (1998) i El coronel no tiene quien le escriba (1999). Va assolir èxit en treballar a Solas, amb la que fou candidat al Goya al millor muntatge. Després treballà a Pídele cuentas al rey (1999), Gente pez (2001), El penal més llarg del món (2004) i Habana Blues (2005), amb la que va guanyar el Goya al millor muntatge. El 2008 fou nominat novament al Goya al millor muntatge pel seu treball a Las 13 rosas.
Posteriorment ha treballat en els tres darrers episodis de la tercera temporada de La huella del crimen (2010) i les pel·lícules Mentiras y gordas (2009), El gran Vázquez (2010) i La voz dormida (2011). Ha treballat també per al cinema argentí, on ha estat nominat al Còndor de Plata al millor muntatge pel seu treball a Roma (2005), El aura (2006) i Sin retorno (2010) i nominat al Premi de l'Acadèmia Argentina per Un cuento chino (2011).